# Sudamericano de Rugby B 2015
El Sudamericano de Rugby B del 2015 se celebró en la ciudad de Lima, Perú. La XVI edición se disputó en noviembre con las mismas 4 selecciones del año anterior, estuvo organizada por la Federación Peruana de Rugby y contó con el apoyo del Instituto Peruano del Deporte y de Sudamérica Rugby.

## Equipos participantes
- Selección de rugby de Colombia (Los Tucanes)
- Selección de rugby de Ecuador (Los Piqueros)
- Selección de rugby de Perú (Los Tumis)
- Selección de rugby de Venezuela (Las Orquídeas)

## Posiciones
| Pos. | Equipo    | Encuentros | Encuentros | Encuentros | Encuentros | Tantos  | Tantos    | Tantos     | Puntos |
| Pos. | Equipo    | jugados    | ganados    | empatados  | perdidos   | a favor | en contra | diferencia | Puntos |
| ---- | --------- | ---------- | ---------- | ---------- | ---------- | ------- | --------- | ---------- | ------ |
| 1    | Colombia  | 3          | 3          | 0          | 0          | 138     | 33        | + 105      | 9      |
| 2    | Perú      | 3          | 2          | 0          | 1          | 69      | 38        | + 31       | 6      |
| 3    | Venezuela | 3          | 1          | 0          | 2          | 57      | 68        | - 11       | 3      |
| 4    | Ecuador   | 3          | 0          | 0          | 3          | 24      | 149       | - 125      | 0      |

Nota: Se otorgan 3 puntos al equipo que gane un partido, 1 al que empate y 0 al que pierda
|  | Campeón y a repechaje para SRA 2016 |

## Resultados

### Primera fecha[8]
| 8 de noviembre 14:00 | Colombia | 77 - 13 | Ecuador | cancha del Colegio Newton, Lima, Perú |  |
|                      |          | Reporte |         |                                       |  |

| 8 de noviembre 16:00 | Perú | 24 - 10 | Venezuela | cancha del Colegio Newton, Lima, Perú |  |
|                      |      | Reporte |           |                                       |  |

### Segunda fecha[9][10]
| 11 de noviembre 14:00 | Colombia | 33 - 5  | Venezuela | cancha del Colegio Newton, Lima, Perú |  |
|                       |          | Reporte |           |                                       |  |

| 11 de noviembre 16:00 | Perú | 30 - 0  | Ecuador | cancha del Colegio Newton, Lima, Perú |  |
|                       |      | Reporte |         |                                       |  |

### Tercera fecha[11]
| 14 de noviembre 14:00 | Venezuela | 42 - 11 | Ecuador | cancha del Colegio Newton, Lima, Perú |  |
|                       |           | Reporte |         |                                       |  |

| 14 de noviembre 16:00 | Colombia | 28 - 15 | Perú | cancha del Colegio Newton, Lima, Perú |                               |
|                       |          | Reporte |      | Asistencia: 2500 espectadores         | Asistencia: 2500 espectadores |

| Bandera de Colombia |
| Campeón Colombia    |
| Tercer título       |